# 司赋星
司赋星（22 Kalliope，/kəˈlaɪ.əpi/；kə-LY-ə-pee）是一颗大型M-型小行星，位于小行星带，由约翰·罗素·欣德于1852年11月16日发现。它以希腊史诗缪斯卡利俄佩的名字命名。它的轨道上有一颗小卫星，名为赋卫一。

## 发现与命名
司赋星于1852年11月16日由英國人约翰·罗素·欣德於倫敦發現。这颗小行星是以希臘神話中掌管詩歌的缪斯卡利俄佩來命名的。中國首次出現這顆小行星的中文譯名是由偉烈亞力和李善蘭翻譯約翰·赫歇爾的《談天》（Outlines of Astronomy），原文1859年由上海墨海書館刊行，當時的譯名是「詩女星」。

## 物理特征

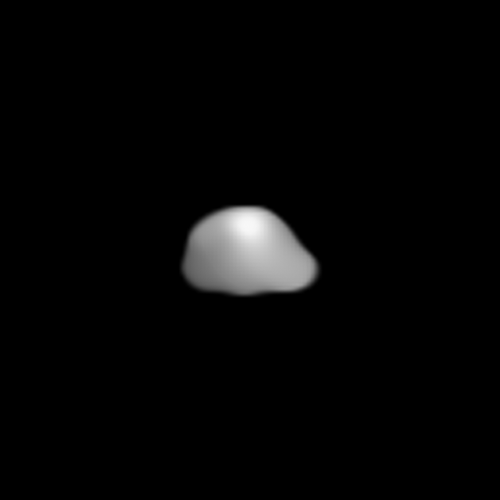
司赋星的VLT图像

司赋星直径约为166公里，形状略微拉长，并且稍微有点不对称，这一点通过欧洲南方天文台的甚大望远镜拍摄的解析图像得到了证实。这一直径数据是通过观测司赋星与其卫星赋卫一的相互食掩星现象而得，比IRAS观测计算出的直径小了8%。
司赋星的光谱呈M型，这表明其表面可能部分由铁镍金属组成。这颗小行星的密度约为3.4克/立方厘米。由于司赋星很可能是一堆碎石，考虑到可能存在20–40%的孔隙率，其物质密度为4.2至5.8克/立方厘米之间，这意味着司赋星很可能是由金属和硅酸盐混合物所构成。然而，光谱研究显示了司赋星存在水合矿物和硅酸盐的证据，这表明其表面成分更像是石质的。司赋星的雷达反照率也较低，这与纯金属表面并不一致。
对光变曲线的分析表明，司赋星的极点最有可能指向黄道坐标（β, λ）=（−23°, 20°），误差为10°，这使得司赋星的轴倾斜角为103°。

## 卫星
司赋星已知有一颗天然卫星，称为赋卫一。这颗卫星直径约卫28直径公里，本身可以说是一颗相当大的小行星。它环绕司赋星中心的距离约为1100公里，相当于司赋星半径的约13.2倍。赋卫一于2001年8月29日由讓-呂克·馬戈和米高·E·布朗发现，而由威廉·默林（William Merline）领导的另一个团队也在3天后独立发现了这颗卫星。

## 首次恒星掩星
2006年11月7日，根据贝蒂尔（Berthier）等人仅提前一天的预测，由日本观测者组成的团队成功观测到小行星卫星赋卫一的首次掩星现象。贝蒂尔等人使用地面望远镜自适应光学系统对司赋星双星系统进行超过5年的常规观测。此次观测得到的赋卫一的弦长为估算这颗卫星大小提供了独特的机会，估计其直径为28公里左右。